# Ballesteros, Kastilien-La Mancha
Ballesteros är en ort i Spanien.   Den ligger i provinsen Provincia de Ciudad Real och regionen Kastilien-La Mancha, i den centrala delen av landet, 130 km söder om huvudstaden Madrid. Ballesteros ligger 712 meter över havet och antalet invånare är 652.
Terrängen runt Ballesteros är huvudsakligen kuperad, men åt sydost är den platt. Ballesteros ligger nere i en dal. Runt Ballesteros är det ganska glesbefolkat, med 21 invånare per kvadratkilometer. Närmaste större samhälle är Malagón, 15,4 km sydost om Ballesteros. Omgivningarna runt Ballesteros är i huvudsak ett öppet busklandskap.